# Spinostenellipsis borchmanni
Spinostenellipsis borchmanni là một loài bọ cánh cứng trong họ Cerambycidae.